# Sospensione attiva
Con i termini sospensioni attive e sospensione adattiva/sospensioni semi-attive si intendono dei tipi di sospensioni per autoveicoli che controllano il movimento verticale delle ruote con un sistema di bordo, diversamente dalle sospensioni passive dove il movimento viene determinato interamente dalla superficie stradale. Le sospensioni attive possono essere generalmente suddivise in due categorie principali: sospensioni attive vere e proprie e sospensioni adattive (o sospensioni semi-attive). Mentre le sospensioni adattive variano solo la durezza dell'ammortizzatore al cambiamento del manto stradale o delle condizioni dinamiche, le sospensioni attive usano un certo tipo di attuatore per alzare e abbassare letteralmente il telaio in modo indipendente su ciascuna ruota.
Queste tecnologie consentono ai produttori di automobili di raggiungere un maggior grado di qualità di guida e di maggiore sicurezza nella gestione della stessa, mantenendo le gomme perpendicolari alla strada in curva e consentendo una migliore trazione e un altrettanto migliore controllo. Un computer di bordo rileva il movimento del corpo da sensori sparsi nel veicolo e, utilizzando i dati calcolati, controlla l'azione delle sospensioni attive e semi-attive. Il sistema elimina virtualmente il rollio e la variazione di passo in molte situazioni di guida tra cui l'angolo di curva, l'accelerazione e la frenata.

## Sistema attivo
Le sospensioni attive, le prime ad essere state introdotte, utilizzano degli attuatori separati i quali esercitano una forza indipendente sulle sospensioni per migliorare le caratteristiche di guida. Si tratta però di un sistema che presenta costi decisamente elevati, a causa della complicata messa a punto dell'apparecchiatura e della necessità di manutenzione piuttosto frequente in alcune implementazioni. La manutenzione può infatti essere problematica, dal momento che solo un rivenditore di fabbrica autorizzato può possedere gli strumenti per intervenire e alcuni problemi possono risultare difficili da individuare.

### Azionamento idraulico
Per mezzo dell'azionamento idraulico le sospensioni sono controllate da un servomeccanismo idraulico: la pressione idraulica è fornita da un pistone radiale e da una pompa idraulica ad alta pressione. I sensori monitorano costantemente il movimento del corpo e il livello di marcia del veicolo, aggiornando costantemente il computer con i nuovi dati. Nel momento in cui quest'ultimo riceve ed elabora i dati, aziona il pistone e la pompa montati accanto a ciascuna ruota. Quasi istantaneamente la sospensione genera contro le forze al corpo magro, immersione, e tozzo durante le manovre di guida.
In pratica, il sistema incorpora le caratteristiche delle sospensioni autolivellanti a quelle delle sospensioni regolabili in altezza, con queste ultime legate alla velocità del veicolo per migliorare le prestazioni aerodinamiche: per esempio, il veicolo tenderà ad abbassarsi quanto più alta sarà la velocità.
Colin Chapman abbozzò il concetto originale di gestione del computer di sospensione idraulica nel 1980 per migliorare la curva di auto da corsa: le vetture del Team Lotus vennero così equipaggiate con delle sospensioni derivanti da un prototipo di sistema studiato per la prima volta sulla Excel del 1985 con sospensioni attive elettro-idraulico, le quali non furono però introdotte nelle vetture su strada.

### Recupero elettromagnetico
Questo tipo di sospensione attiva utilizza motori elettromagnetici lineari collegati a ciascuna ruota. Esso fornisce una risposta estremamente veloce, e permette la rigenerazione di potenza consumata base i motori come generatori. Questo risolve quasi del tutto le questioni di tempi di risposta lenti e il consumo di potenza elevata dei sistemi idraulici. Il Sistema di Sospensioni Attive a Controllo Elettronico (ECASS) è stato brevettato dalla University of Texas Center for Elettromeccanica nel 1990  ed è stato sviluppato da L-3 Sistemi elettronici per l'uso su veicoli militari. Il HMMWV ECASS ha superato le specifiche di rendimento per tutte le valutazioni delle prestazioni in termini di potenza assorbita dal conducente del veicolo, stabilità e maneggevolezza.

## Sistema adattivo o semi-attiva
I sistemi adattivi o semi-attivi possono modificare solo lo smorzamento (o meglio il coefficiente di smorzamento viscoso dell'ammortizzatore) senza però aggiungere energia al sistema della sospensione. Sebbene limitati nelle loro possibilità d'intervento (ad esempio, la forza sul comando non può mai avere una direzione diversa rispetto alla corrente del vettore velocità della sospensione), le sospensioni semi-attive sono meno costose da progettare e richiedono meno energia per entrare in funzione. Recentemente la ricerca di sospensioni semi-attive ha continuato ad avanzare rispetto alle loro capacità, riducendo il divario tra i sistemi di sospensione semi-attiva e pienamente attivi.

### Solenoide e valvola azionata
Questo è il tipo più economico e di base di sospensioni semi-attive: è costituito da un'elettrovalvola che altera il flusso del fluido idraulico all'interno del ammortizzatore, che quindi modifica le caratteristiche di smorzamento e della sistemazione della sospensione. I solenoidi sono collegati al computer di controllo, che invia ad esso comandi a seconda dell'algoritmo di controllo. Questo tipo di sistema è stato utilizzato dalla Cadillac.

### Serranda Magnetoreologico
Un altro metodo abbastanza recente incorpora "ammortizzatori magnetoreologici" con un marchio MagneRide. È stato inizialmente sviluppato da Delphi Corporation per GM ed era standard, come molte altre nuove tecnologie, per la Cadillac Seville STS (dal modello 2002), e su alcuni altri modelli GM dal 2003 Questo è stato un aggiornamento per sistemi semi-attivi ("sospensioni-road rilevamento automatico") utilizzati nei veicoli di GM di lusso per decenni. Esso consente, unitamente computer più veloci moderni, cambiando la rigidità di tutte le sospensioni delle ruote indipendenti. Questi ammortizzatori stanno trovando aumentate uso negli Stati Uniti e locazioni già ad alcuni marchi stranieri, per lo più in veicoli più costosi.
In questo sistema, essendo in sviluppo per 25 anni, il fluido smorzatore contiene particelle metalliche. Attraverso il computer di bordo, cedevolezza gli ammortizzatori sono controllati da un elettromagnete. Essenzialmente, aumentando il flusso di corrente nella serranda aumenta i tassi di compressione / rimbalzo, mentre una diminuzione ammorbidisce l'effetto degli ammortizzatori. Le informazioni provenienti dai sensori delle ruote (circa l'estensione della sospensione), sterzo, sensori di accelerazione e di alcuni altri è utilizzato per calcolare la rigidità ottimizzata. La reazione rapida del sistema permette, per esempio, rende più morbido passaggio da una singola ruota sopra un urto nella strada.

## Alcuni veicoli di produzione con sospensioni attive e semiattiva
- 1987 Mitsubishi Galant "Dynamic ECS", prima produzione semi-attivo sistema di sospensioni a controllo elettronico del mondo
- 1987 Lincoln Continental Adaptive aria-ride sospensioni semi-attive
- 1989 Citroën XM ( Hydractive, semi-attivo)
- 1987 BMW M3 "BOGE smorzamento regolabile"
- 1989 Toyota Crown ( Toyota Sospensione elettronicamente modulata)
- 1990 Infiniti Q45, prima produzione del sistema di sospensioni attive del mondo "Full-Active Suspension (FAS)", anche se ha ancora hanno molle elicoidali convenzionali
- 1990 Toyota Supra (Toyota Sospensione elettronica modulata)
- 1991 Mitsubishi GTO "Sospensione Controllo Elettronico"
- 1991 Toyota Soarer Z30 serie (Toyota Sospensione elettronicamente modulata)
- 1991 Toyota Soarer UZZ32 (A-SUS - Prima produzione sistema di sospensioni completamente attivo non utilizzare molle o swaybars anche integrato attivo 4 volante, rendendo questo il più avanzato sistema mai montato su una strada. auto)
- 1992 Toyota Celica (Toyota Sospensione elettronicamente modulata)
- 1992 Citroën Xantia VSX (Hydractive 2, semi-attivo)
- 1993 Cadillac, diversi modelli con Sospensione rilevamento su strada.
- 1994 Citroën Xantia Activa ( Hydractive 2 e il controllo del rollio attiva)
- 1996 Jaguar XK 8 'Cats' (opzionale)
- 1997 Jaguar XJ 'Cats' (di serie sul modello XJR)
- 1997-1998 Ford Taurus (di serie sui modelli Duratec SHO e opzionali su SE)
- 1999+ Land Rover Discovery 2 'ACE' (attivo Cornering Enhancement)
- 1999 Mercedes-Benz Classe S, Mercedes-Benz Classe CL, Active Body Control o Airmatic
- 1999+ Lexus LX470
- 2001 Citroën C5 ( Hydractive 3, semi-attivo)
- 2001+ Jaguar S-Type 'Cats' (modello R S-Type)
- 2002+ Mazda6 wagon 4wd
- 2002 BMW Serie 7, stabilizzazione del rollio attivo
- 2002 Maserati Coupé
- 2002 Cadillac Seville STS, prima MagneRide
- 2003 Volkswagen Phaeton, Continuous Damping Control (CDC)
- 2003 Mercedes-Benz Classe SL, Active Body Control (ABC)
- 2003 Mercedes-Benz Classe E, Mercedes-Benz Classe CLS, Airmatic
- 2003 Chevrolet Corvette, alcuni Cadillacs e altri veicoli GM con MagneRide
- 2004 Opel Astra - 'IDS +' (opzionale)
- 2004 - 2007 Volvo S60 R "4-C Telaio attivo"
- 2004 - 2007  Volvo V70R "4-C Telaio attivo"
- 2005 Citroën C6 (Hydractive 3 +, semi-attivo)
- 2006 Ford Galaxy - CDC (Continuous Damping Control) (optional)
- 2007 Lexus GS, Attivo Stabilizzatore Sistema di sospensione
- 2007 Maserati GranTurismo
- 2007 Ford Mondeo - CDC (Continuous Damping Control) (optional)
- 2007 - 2009 Acura MDX (versione del pacchetto opzionale Sport)
- 2008 + Audi TT Magnetic Ride
- 2008 + Alfa Romeo Mito - Verde Clover Leaf (Magneti Marelli Synaptic Damping Control)
- 2008 Opel Insignia - 'FlexRide' (opzionale)
- 2010 - 2013 Acura MDX (versione del pacchetto Advance facoltativo)
- 2011 Opel Astra 'FlexRide' (opzionale)
- 2012 Range Rover Evoque - MagneRide
- 2013 serie E7 Shinkansen (semi-attivo di auto 1-11, full-attivo in macchina 12)
- 2014 Mercedes Classe S (Magic Body Control)